# محمد علی احمد الرشیدی
محمد علی احمد الرشیدی (انگلیسی: Mohamed Ali Ahmed El-Rashidy; ۱۱ فوریهٔ ۱۹۲۳ – ۲۲ دسامبر ۲۰۰۳) بازیکن بسکتبال اهل مصر بود.